# San Clemente (Olaszország)
San Clemente (romanyol nyelven San Climènt) település Olaszországban, Emilia-Romagna régióban, Rimini megyében. Lakosainak száma 5718 fő (2023. január 1.). San Clemente Coriano, Misano Adriatico, Montefiore Conca, Morciano di Romagna, San Giovanni in Marignano, Gemmano és Montescudo-Monte Colombo községekkel határos.

## Népesség
A település lakossága az elmúlt években az alábbi módon változott:
| Lakosok száma | 5526 | 5536 | 5718 |
|               | 2017 | 2018 | 2023 |